# Міодраг Перунович
Міодраг Перунович (серб. Миодраг Перуновић; 10 грудня 1957) — югославський професійний боксер, призер чемпіонату світу, чемпіон Європи серед аматорів.

## Аматорська кар'єра
На чемпіонаті світу 1978, що пройшов у Югославії, завоював срібну медаль.
- В 1/16 фіналу переміг Педро Гамарро (Венесуела) — 4-1
- В 1/8 фіналу переміг Іона Владимира (Румунія) — 4-1
- У чвертьфіналі переміг Атанасіо Іліадеса (Греція) — 5-0
- У півфіналі переміг Ернста Мюллера (ФРН) — 5-0
- У фіналі програв Валерію Рачкову (СРСР) — 2-3

На чемпіонаті Європи 1979 став чемпіоном.
- У чвертьфіналу переміг Іллю Іллієва (Болгарія) — 3-2
- У півфіналі переміг Ростислава Осічка (Чехословаччина) — 5-0
- У фіналі переміг Віктора Савченка (СРСР) — 3-2

1979 року на Середземноморських іграх завоював золоту медаль.
На Олімпійських іграх 1980 програв у першому бою англійцю Нікі Вілширу.
На чемпіонаті Європи 1981 завоював срібну медаль.
- В 1/8 фіналу переміг Атанасіо Іліадеса (Греція) — 5-0
- У чвертьфіналі переміг Георге Єжи Качмарека (Польща) — RSC 1
- У півфіналі переміг Імре Немеді (Угорщина) — 5-0
- У фіналі програв Олександру Кошкіну (СРСР) — 1-4

## Професіональна кар'єра
На профірингу дебютував 1981 року. Впродовж тривалої кар'єри зустрічався в боях з суперниками невисокого рівня.
14 листопада 1991 року вийшов на бій проти чемпіона Європи за версією EBU у середній вазі Сумбу Каламбая (Італія) і програв технічним нокаутом в четвертому раунді.